# Foltos darázscincér
A foltos darázscincér (Chlorophorus herbstii) a cincérfélék családjába tartozó, Eurázsiában honos, lombos fákon élő bogárfaj. 

## Megjelenése
A foltos darázscincér testhossza 8-15 mm. Testalkata karcsú. Az előtor felülnézetben tojásdad alakú, a szárnyfedők oldalvonala a kidomborodó vállak után kb. kétharmadukig párhuzamos. Alapszíne fekete, de egész testét sűrű, lesimuló, sárgászöld vagy szürkészöld szőrök fedik. Az előtor közepét egy nagy, kétoldalt pedig egy-egy kis fekete, szőrmentes folt díszíti. Az előtor skulptúrája a fekete korongfolton jól látható, igen durván szemcsézve pontozott. A szárnyfedők tetején egy-egy C alakú, középen és a csúcs előtt pedig egy-egy harántos fekete folt található; amelyek a varratot nem, de a szegélyt többnyire elérik. 

## Elterjedése és életmódja
Eurázsiában honos, Franciaországtól Nyugat-Szibériáig. A Brit-szigetekről hiányzik. Magyarországon a hegyvidékeken szórványos, ritka faj, többek között Keszthely, Őszöd, Pápa, Sopron, Szentlőrinc, Szeged, Budapest, Debrecen környékén ismertek állományai. 
Lárvája különböző lomblevelű fák (hárs, bükk, tölgy, gyertyán, szil, stb.) meggyengült vagy elhalt, vékonyabb-vastagabb (5-35 cm) ágaiban, törzsében fejlődik. Szabálytalan galériái a kéreg alatt és a fában váltakoznak. A kifejlett lárva bábkamrát készít, amelynek kijáratát vékony faréteg takarja, vagy törmelékkel dugaszolja el. Két-három évig fejlődik, majd tavasszal bebábozódik. A bogár június-júliusban rajzik, többnyire a fákon vagy virágzó cserjéken, ernyősökön tartózkodik.  

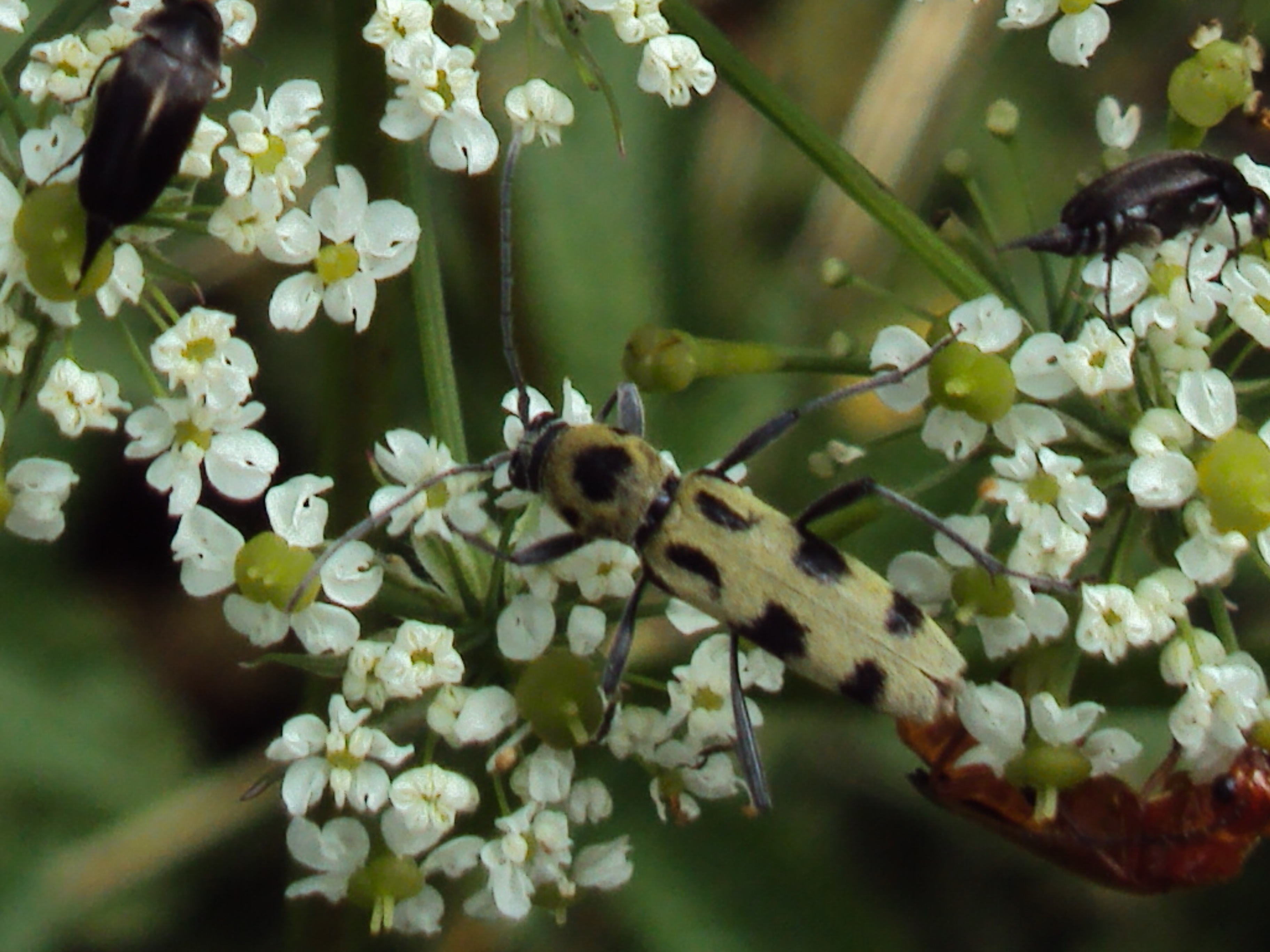
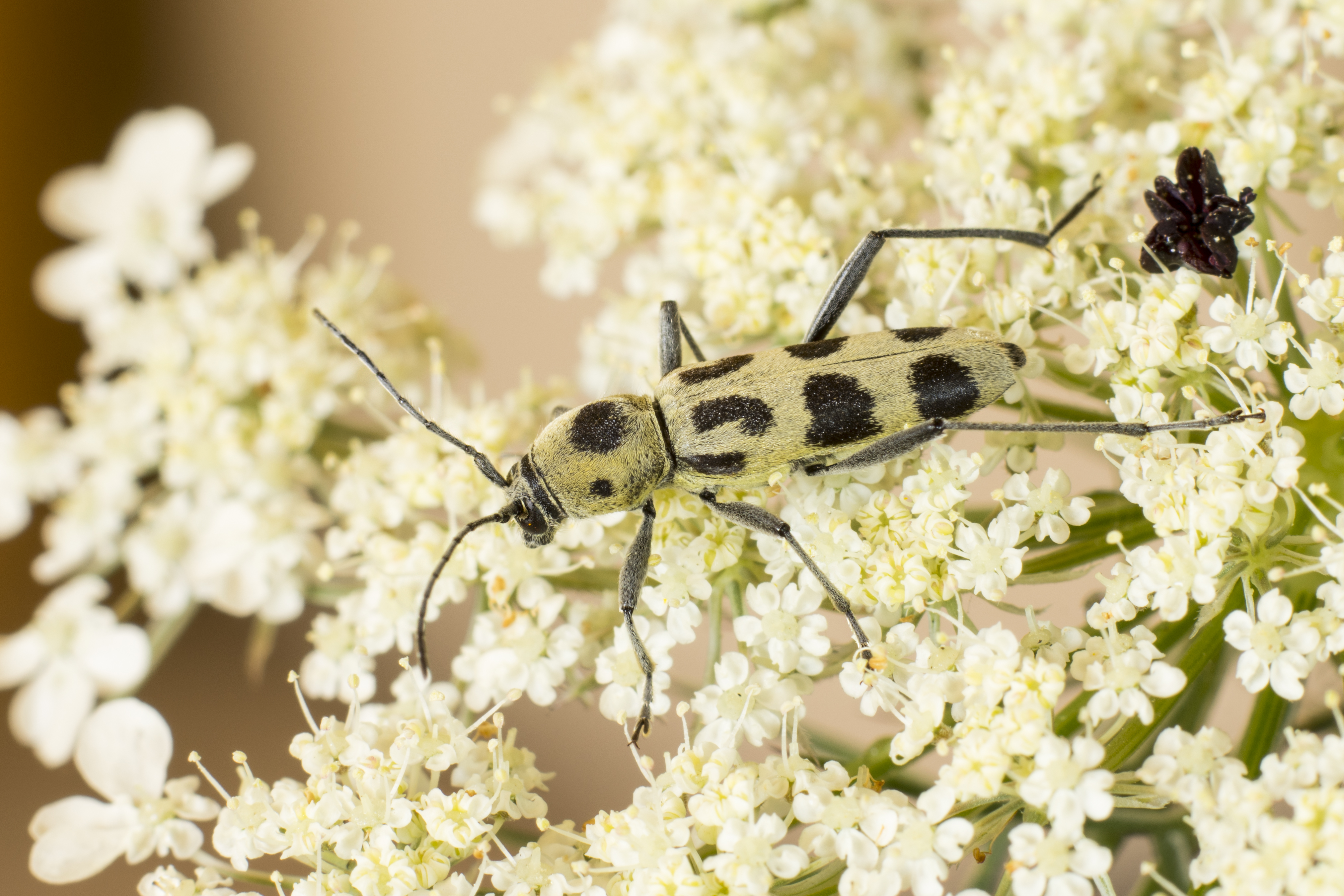
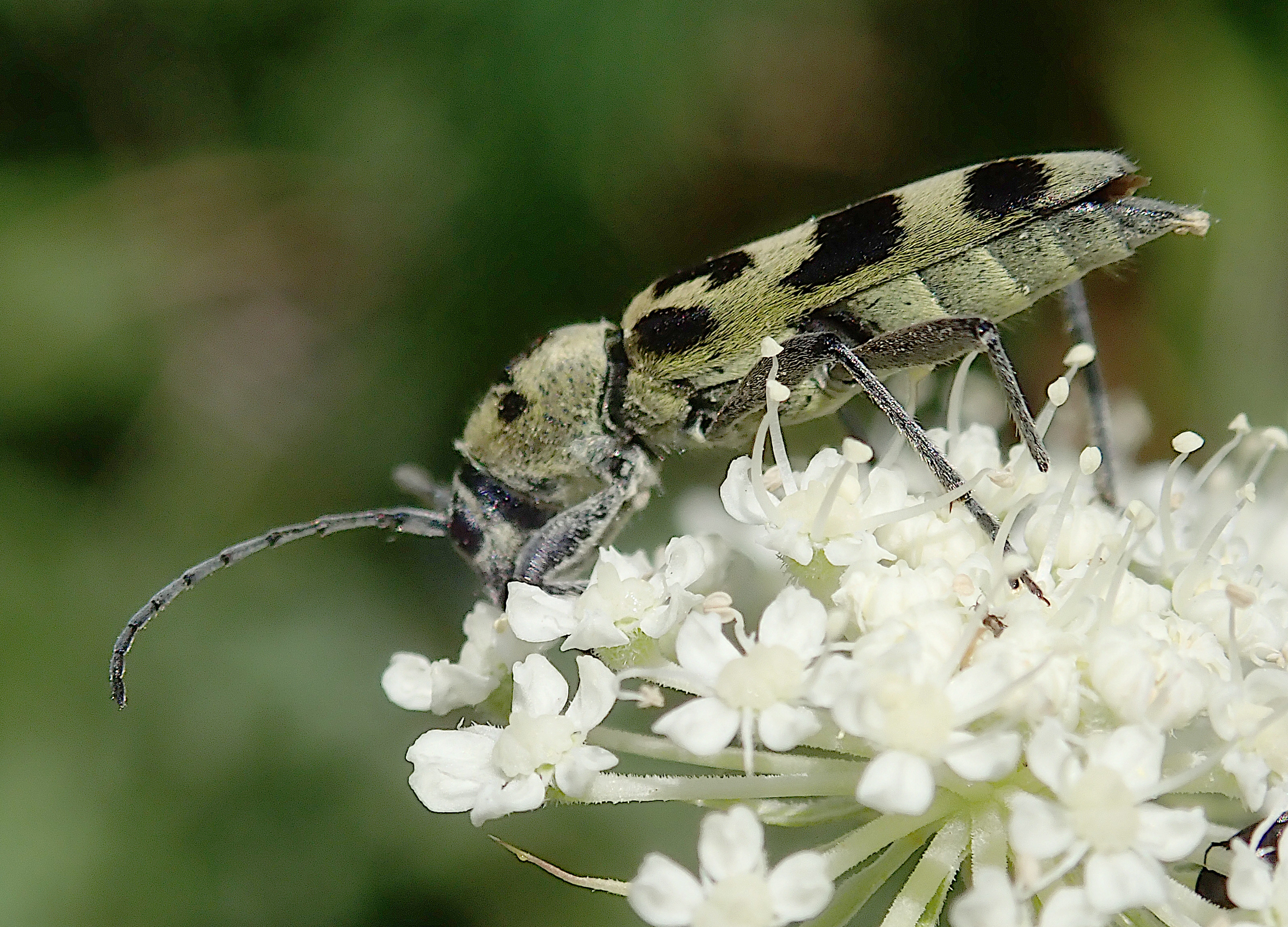
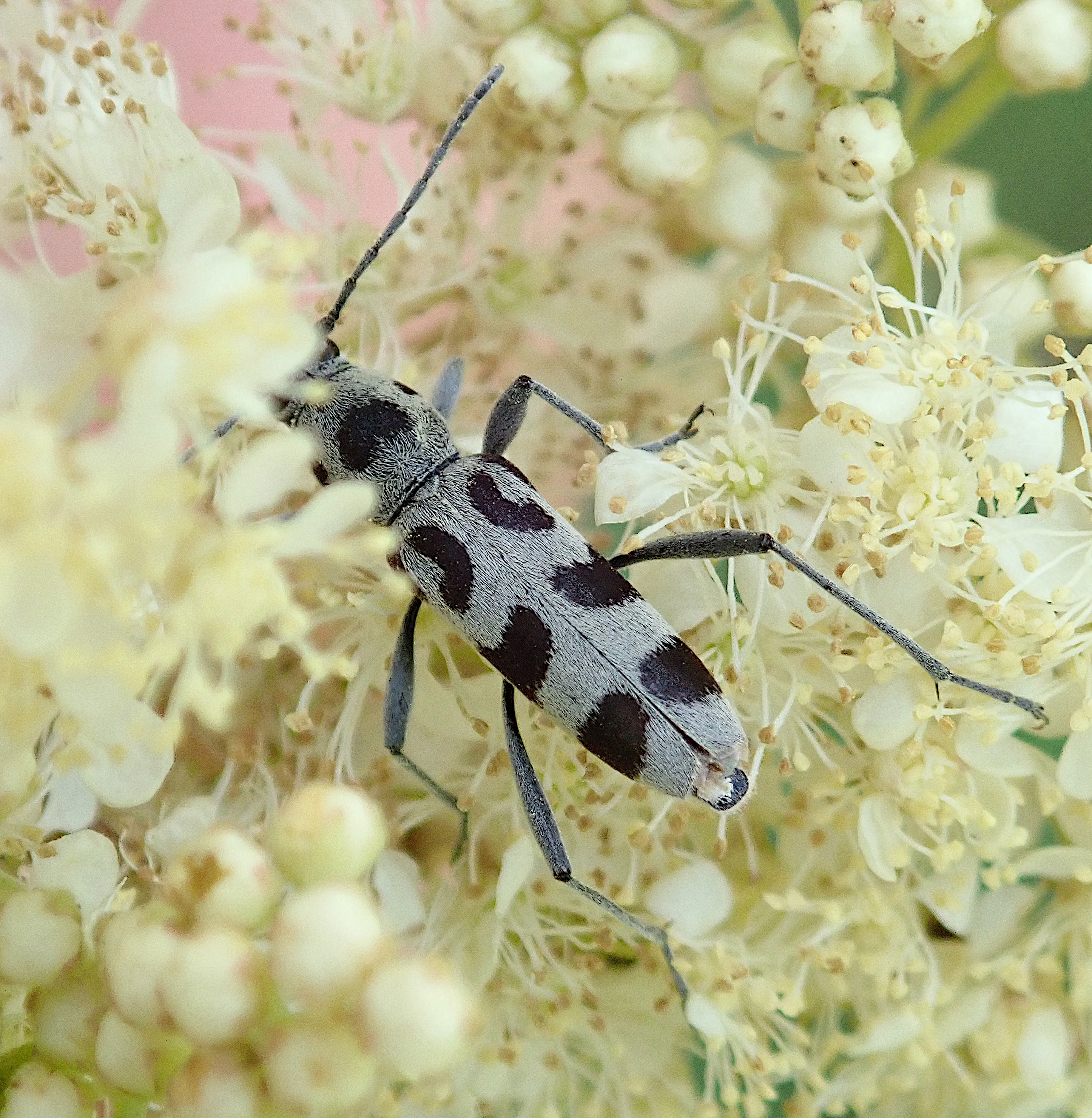
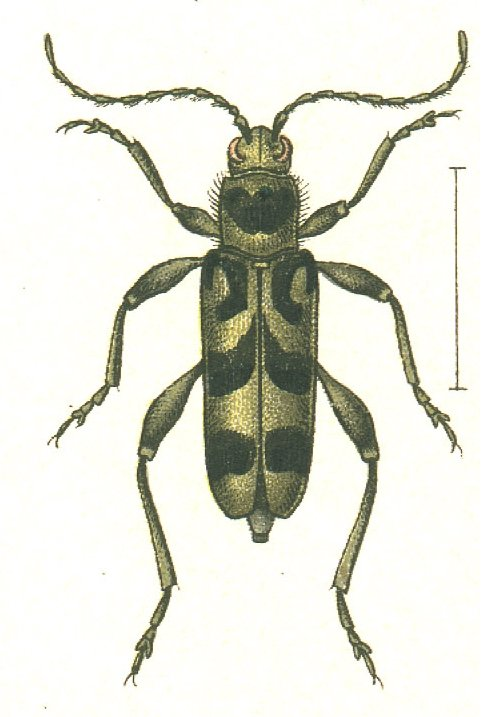

Magyarországon nem védett.